# Little Monsters (film)
Pour plus de détails, voir Fiche technique et Distribution.
Little Monsters est une comédie horrifique australienne écrite et réalisée par Abe Forsythe, sortie en 2019.

## Synopsis
Musicien raté et immature, Dave tombe sous le charme de l'institutrice de son neveu, Miss Caroline. Pour tenter de la séduire, il se porte donc volontaire pour accompagner sa classe lors d'une sortie éducative dans une ferme voisine, construite comme un petit parc d'attractions consacrés aux animaux. Non loin de là, un virus s'échappe d'un camp militaire et l'épidémie fait rapidement des ravages. Face à l'invasion, afin de ne pas effrayer les enfants, Miss Caroline leur présente la menace comme un jeu éducatif. Alors qu'elle démontre son acharnement pour protéger ses jeunes élèves, Dave voit ses plans de séduction s'effondrer et va devoir faire face à ses responsabilités pour l'aider à tuer les morts-vivants qui ont assiégé la ferme...

## Fiche technique
- Titre original et français : Little Monsters
- Réalisation et scénario : Abe Forsythe
- Photographie : Lachlan Milne
- Montage : Drew Thompson et Jim May
- Musique : Piers Burbrook de Vere
- Production : Jodi Matterson, Bruna Papandrea, Steve Hutensky, Keith Calder et Jessica Calder
- Sociétés de production : Screen Australia, Protagonist Pictures, Made Up Stories, Snoot Entertainment et NEON
- Société de distribution : Hulu
- Pays :  Australie,  États-Unis,  Royaume-Uni
- Langue originale : anglais
- Genres : comédie horrifique, film de zombies
- Durée : 94 minutes
- Dates de sortie :
  -  États-Unis : 
    - 27 janvier 2019 (Festival du film de Sundance)
    - 8 octobre 2019 (sortie nationale)

  -  Australie : 31 octobre 2019
  -  France : 31 octobre 2019 (VOD)
  -  Royaume-Uni : 15 novembre 2019

## Distribution
- Lupita Nyong'o (VF : Marie Tirmont) : Miss Audrey Caroline
- Alexander England (en) (VF : Xavier Fagnon) : Dave
- Josh Gad (VF : Donald Reignoux) : Nathan Schneider/Teddy McGiggle
- Diesel La Torraca (VF : Félix Terrier) : Felix
- Kat Stewart : Tess
- Charlie Whitley (VF : Samuel Legay) : Max
- Kim Thien Doan (VF : Ève Dalaive) : Kim
- Ava Caryofyllis (VF : Micha Bienaimé) : Beth
- Wolfgang Gledhill : Wolfgang
- Vivienne Albany : Vivienne
- Shia Hamby : Shia
- Caliah Pinones : Cahlia
- Stephen Peacocke : Stevens
- Nadia Townsend : Sara
- Jason Chong : Lieutenant
- Felix Williamson : Novak
- Zindzi Okenyo  : un garde de sécurité
- Henry Nixon (en) : un garde de sécurité
- Rahel Romahn : Griffin

## Critiques
Le film reçoit des critiques presse assez mitigées et obtient une moyenne de 2,6/5 sur Allociné. 
Le Parisien apprécie beaucoup ce film mais ne comprend pas pourquoi il n'est pas diffusé plus étant donné la qualité de ce film : « On se demande encore pourquoi cette excellente comédie horrifique, qui fera plaisir à ceux qui avaient apprécié le mythique « Shaun of the dead », n'est diffusée au cinéma que vendredi soir, à 20 heures, dans les salles du réseau CGR et encore, pas toutes (en Ile-de-France, seul le CGR de Torcy-Marne-la-Vallée le propose). Voilà pourtant un film qui se situe, sans problème, dans le haut du panier de la catégorie « zombies ». ».
Première n'a pas beaucoup aimé et trouve que « Le décalage fonctionne plutôt bien. Dommage que l’enjeu dramatique tourne autour de l’inconsistant Alexander England, qui incarne un père irresponsable poussé à grandir dans l’adversité. Déjà vu. ».